# إدي تشين
إدي تشين (بالإنجليزية: Eddie Chin)‏ هو موسيقي سنغافوري، ولد في 3 نوفمبر 1948.